# Athetis acutipennis
Athetis acutipennis är en fjärilsart som beskrevs av Paul Dognin 1919. Athetis acutipennis ingår i släktet Athetis och familjen nattflyn. Inga underarter finns listade i Catalogue of Life.